# Eskil Artberg

Netsuke, miniatyrskulpterad knapp av mörkt trä, ur Etnografiska museets samlingar.

Thor Eskil Hezekiel Artberg, född 28 april 1886 i Säby, Småland, död 21 november 1974 i Bromma, var en svensk ingenjör, konsthandlare och köpman.

## Biografi
Eskil Artberg var son till järnhandlare Gustaf Alfred Andersson (1835–1910) och Emma Charlotta Gustafsdotter (1848–1942). Han hade tre syskon – Ada Sofia (1862–1936), John Gustaf Mauritz (1878–1933) och Artur Gottfrid Emanuel (1882–1966). Han var gift med Kerstin (Kersti) Åhman (1889–1988) och de hade två barn – Lars Anders Artberg (1927–2022) och Ann-Marie Neld (1929–2005).
Tillsammans med brodern John Artberg (1878–1933) grundade han Japanska Magasinet i Stockholm. Affären, som öppnade 1909, låg först på Stora Nygatan och 1922–1953 på Arsenalsgatan. Sortimentet utökades efter flytten till Arsenalsgatan med föremål från Kina och övriga Asien. Bland kunderna fanns en färgstark grupp av konstnärer, författare och kännare, bland andra Carl Larsson, Bruno Liljefors, Albert Engström, Eigil Schwab, Edvin Ollers, Einar Jolin, Louis Sparre, Stig Borglind och Kurt Jungstedt. Konstsamlaren Carl Gustaf Lindgren (1888–1969), registrator på Kammarkollegium, senare hovrättsnotarie, var stamkund i affären i över 30 år och förvärvade där en stor del av sin omfattande Asiensamling.
Japanska Magasinet bidrog med en serie konstföremål till den japanska konstutställningen 1911 på Konstakademien i Stockholm. Naturhistoriska riksmuseets etnografiska avdelning (nuvarande Etnografiska museet) bidrog med närmare 200 föremål samt en del skåp och montrar. Bland övriga bidragsgivare till utställningen kan nämnas prins Eugen, prins Oscar Bernadotte, Kungliga biblioteket, Sven Hedin, Erland Nordenskiöld och Ida Trotzig.
Etnografiska museet innehar 23 föremål förvärvade från Japanska Magasinet, bland annat två papperskarpar (samling 1910.22), en tempelmålning på siden föreställande gudinnan Marishiten (samling 1938.09), en tsuba (parérplåt) av brons (samling 1946.30), en netsuke av mörkt trä (samling 1950.10) och ett dörrpar i lackerat trä som sannolikt har suttit i Förbjudna staden i Peking (samling 1953.04). Museet innehar även andra samlingar med koppling till Eskil Artberg, bland annat föremål från Albert Engströms dödsbo (samling 1941.05) och 54 guldvikter från folkgruppen ashanti i Västafrika (samling 1960.10).